# Levegőterheltségi szint
A levegőterheltségi szint (immisszió) a levegőben kialakult szennyezőanyag (gázok, aeroszol részecskék) koncentrációját jelenti, megadja a környezeti levegő minőségét. Mértékegysége: mg/Nm³.
Mivel a belélegzett levegő szennyezettsége káros hatással van az életünkre, rendszeres megfigyelése szükséges.
A szennyező anyagok koncentrációjának mért értéke a szennyezés forrásától, az illető emberi tevékenységtől vagy természetes folyamattól távolodva csökken, mivel a kibocsátott szennyező anyagok eloszlanak a levegőben.

## Az emisszió és az immisszió fogalma
Az emisszió mérésekor egy adott forrás kibocsátására szorítkozunk, például egy olyan helyen mérve egy gyárkémény kén-dioxid kibocsátását, ahol a teljes mért mennyiség a gyárkéményből származik.
A levegő terheltsége a környezetbe behatolt (innen az „immisszió” szó) szennyeződések együttese, például a gyárak, autók, tömegközlekedési eszközök együttes hatása a környezetre. 

## Mérés

### Mérőhálózat
A magyarországi mérőállomásokat az Országos Légszennyezettségi Mérőhálózat működteti, ellenőrzi. Automata és manuális állomások találhatók hazánk több pontján.
- Automata mérőállomások:[1] Ajka, Budapest, Debrecen, Dorog, Dunaújváros, Eger, Esztergom, Győr, Hernádszurdok, Kazincbarcika, Kecskemét, Komló, Majláthpuszta, Miskolc, Miskolc-Görömböly, Miskolc-Martintelep, Nyíregyháza, Oszlár, Pécs, Putnok, Rudabánya, Sajószentpéter, Salgótarján, Sarród, Sopron, Százhalombatta, Szeged, Székesfehérvár, Szolnok, Tatabánya, Tököl, Vác, Várpalota, Veszprém

- Manuális mérőállomások:[2] Abasár, Ajka, Almásfüzitő, Ásotthalom, Baja, Balassagyarmat, Balatonalmádi, Balatonboglár, Balatonföldvár, Balatonfüred, Balatonfűzfő, Bátonyterenye, Békéscsaba, Beremend, Berhida, Bonyhád, Budaörs, Budapest, Bükkszentkereszt, Cegléd, Csongrád, Debrecen, Detk, Dombóvár, Domoszló, Dorog, Dunaföldvár, Dunakanyar régió, Dunaújváros, Dunavecse, Eger, Egyházasharaszti, Esztergom, Farkaslyuk, Fehérgyarmat, Fonyód, Gárdony, Gyöngyös, Győr, Gyula, Hajdúnánás, Hajdúszoboszló, Halmajugra, Hatvan, Herend, Hódmezővásárhely, Jászberény, Kalocsa, Kápolna, Kaposvár, Karácsond, Kazincbarcika, Kecskemét, Keszthely, Királyszentistván, Kiskőrös, Kiskunfélegyháza, Kiskunhalas, Kistapolca, Kistelek, Kistokaj, Kisvárda, Komárom, Komló, Kompolt, Kőszeg, Lábatlan, Lenti, Litér, Ludas, Makó, Markaz, Mátészalka, Mátravidéki Hőerőmű régió, Matty, Miskolc, Mohács, Mór, Mosonmagyaróvár, Nagyfüged, Nagyharsány, Nagykanizsa, Nagyút, Nyíregyháza, Orosháza, Oroszlány, Ózd, Paks, Pápa, Pásztó, Pécs, Pellérd, Pétfürdő, Sajószentpéter, Salgótarján, Sásd, Siklós, Siófok, Sopron, Sukoró, Sümeg, Szarvas, Szászvár, Szeged, Székesfehérvár, Szekszárd, Szentendre, Szentes, Szentlőrinc, Szigetvár, Szirmabesenyő, Szolnok, Szombathely, Tamási, Tapolca, Tata, Tatabánya, Tiszaújváros, Tiszavasvári, Tófalu, Vác, Várpalota, Vásárosdombó, Vásárosnamény, Vécs, Veszprém, Visegrád, Visonta, Záhony, Zalaegerszeg, Zánka, Zirc

### Immissziós határértékek
Az immisszió értékelése az érvényben lévő levegőminőségi határértékek szerint történik. Ez alapján rendelhető el szmogriadó.
- Egészségügyi határérték: a levegőterheltségi szint azon mértéke, amely még nem okoz maradandó egészségkárosodást, és ezt az emberi egészség védelmének érdekében be kell tartani.
- Ökológiai határérték: azon levegőterheltségi szint, amely túllépése esetén az ökológiai környezet maradandó károsodást szenvedhet.

Tűréshatár: az egészségügyi határérték azon százaléka, amellyel a határérték külön jogszabályban meghatározott feltételek teljesítése mellett túlléphető.
- Tájékoztatási küszöbérték: az a légszennyezettségi szint, amely felett már a rövid idejű expozíció is tartós egészségkárosodást okozhat a társadalom érzékeny csoportja esetében (gyermekek, idősek, betegek). Ennél a szintnél a lakosságot azonnal tájékoztatni kell.
- Riasztási küszöbérték: az a légszennyezettségi szint, amely felett már a rövid idejű expozíció is tartós egészségkárosodást okozhat. Azonnali beavatkozást tesz szükségessé.

Veszélyességi fokozatok:
- I.: különösen veszélyes
- II.: fokozottan veszélyes
- III.: veszélyes
- IV.: mérsékelten veszélyes

A különböző légszennyező anyagokra vonatkozó határértékek:
| Légszennyező anyag | Órás határérték (μg/m³) | 24 órás határérték (μg/m³) | Éves határérték (μg/m³) | Veszélyességi fokozat | Tájékoztatási küszöbérték (μg/m³)                                                                            | Riasztási küszöbérték (μg/m³)                                                                                 |
| ------------------ | ----------------------- | -------------------------- | ----------------------- | --------------------- | --- | --- |
| Kén-dioxid         | 250                     | 125                        | 50                      | III.                  | 400 (három egymást követő órában)                                                                            | 500 (három egymást követő órában, vagy 72 órán túl meghaladott 400)                                           |
| Nitrogén-dioxid    | 100                     | 85                         | 40                      | II.                   | 350 (három egymást követő órában)                                                                            | 400 (három egymást követő órában, vagy 72 órán túl meghaladott 350)                                           |
| Szén-monoxid       | 10000                   | 5000                       | 3000                    | II.                   | 20000 (három egymást követő órában)                                                                          | 30000 (három egymást követő órában, vagy 72 órán túl meghaladott 20000)                                       |
| Szálló por (PM10)  | -                       | 50                         | 40                      | III.                  | 75 (két egymást követő napon és a meteorológiai előrejelzések szerint a következő napon javulás nem várható) | 100 (két egymást követő napon és a meteorológiai előrejelzések szerint a következő napon javulás nem várható) |
| Szálló por (PM2,5) | -                       | -                          | 25                      | -                     | - | - |
| Ózon               | -                       | 120                        | -                       | I                     | 180 (három egymást követő órában)                                                                            | 240 (három egymást követő órában vagy 72 órán túl meghaladott 180)                                            |
| Benzol             | -                       | 10                         | 5                       | I.                    | - | - |
| Ólom               | -                       | -                          | 0,3                     | I.                    | - | - |
| Higany             | -                       | -                          | 1                       | I.                    | - | - |